# Albert Guðmundsson (ur. 1997)
Albert Guðmundsson (ur. 15 czerwca 1997 w Reykjavíku) – islandzki piłkarz występujący na pozycji napastnika, reprezentant Islandii. Wychowanek sc Heerenveen. Syn Guðmundura Benediktssona, wnuk Alberta Guðmundssona.